# هنري ارنو
هنري ارنو (بالفرنسية: Georges Arnaud) (و. 1917 – 1987 م) هو كاتب، وصحفي، وكاتب مسرحي، وكاتب سيناريو فرنسي، ولد في مونبلييه، توفي في برشلونة، عن عمر يناهز 70 عاماً، بسبب نوبة قلبية.

## وصلات خارجية
- هنري ارنو على موقع IMDb (الإنجليزية)
- هنري ارنو على موقع الموسوعة البريطانية (الإنجليزية)
- هنري ارنو على موقع مونزينجر (الألمانية)
- هنري ارنو على موقع قاعدة بيانات الفيلم (الإنجليزية)
- هنري ارنو في قاعدة بيانات الأفلام على الإنترنت